# Iracema (Roraima)
Iracema es un municipio del Estado brasilero de Roraima, siendo el 12º mayor en población de la referida Unidad de la Federación, de acuerdo con la estimación de 2005 del Instituto Brasilero de Geografía y Estadística.

## Historia
El municipio fue creado a partir de tierras desmembradas de Mucajaí, donde se localiza la sede municipal, y Caracaraí].
Fue creado por la Ley Estatal Nº 83, del 4 de noviembre de 1994.

## Geografía y transporte
Sus principales núcleos en el interior son:
- São Raimundo
- Anajarí

Se conecta a la Boa Vista por la BR-174, a una distancia de 93 km.

## Economía
Se concentra en la agricultura y ganadería. Produce, en especial, leche.

## Infraestructura
En la salud, existe un puesto médico, siendo, pues, uno de los municipios con más precaria estructura del estado.
Cuenta con un sistema de distribución de agua, energía eléctrica, distribuida por la CER.
Existen en el municipio dos escuelas de educación fundamental y una de educación media.